# セアト
セアト（SEAT S.A.）は、スペイン・カタルーニャ州に本拠を持つ自動車会社。フォルクスワーゲン・グループの傘下にある。

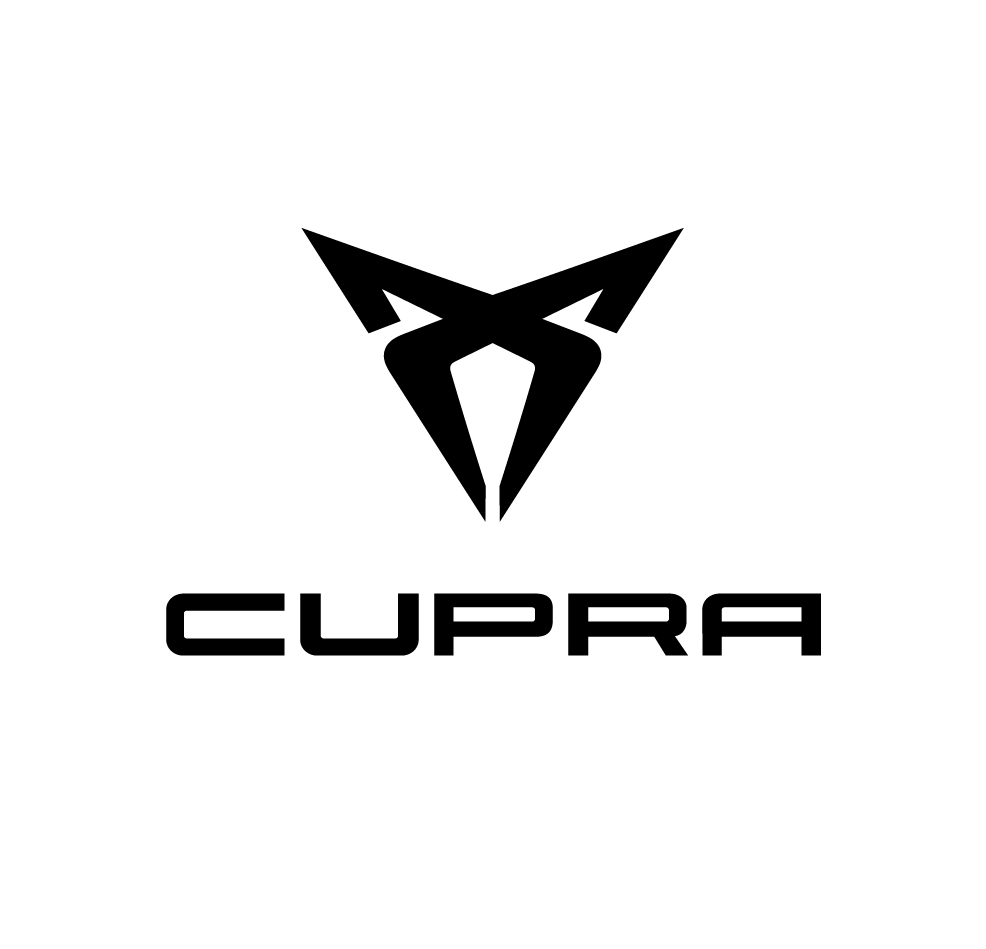

社名は、Sociedad Española de Automóviles de Turismo（スペイン乗用自動車会社）を表す。1999年に正式社名が"SEAT S.A."となった。同ブランドの日本への正規輸入・販売は行われていないが、同社によって製造された他ブランドの製品が販売されている。

## 概要と沿革
独自車種もしばし見られるものの、歴史的には伊フィアットのライセンス生産や、独フォルクスワーゲン（VW）/アウディの兄弟車を生産する会社となっている。
1950年に時のフランコ政権下、政府の産業振興機関と銀行7行、さらにフィアットの出資による国策自動車会社としてセアトは創設された。フィアットの技術供与を受けながら1953年に中型車「1400」を発売。1963年発売の小型車「600」の成功により、スペインのモータリゼーションに貢献した。以来1980年まで一貫してフィアットのモデルをライセンス生産したほか、独自車種もいくつか手掛け、スペイン最大の乗用車メーカーとしての地位を維持した。
フィアット撤収の2年後となる1982年に、VWの傘下入りを果たす。1984年にはジョルジェット・ジウジアーロやポルシェ、カルマンの協力の元、初代「イビーサ」を完成させる。この頃日本にも並行輸入車の業界団体、外国自動車輸入協同組合（Faia）によって合計数百台が輸入された。
1991年にはVW・ゴルフ（第2世代）のプラットフォームを流用した初代「トレド」が好評を得、ドイツ車の技術とラテンのセンスが融合したブランドとして認知された。
1993年にVWによって完全子会社化された。
2018年、もともとグレード名だった「クプラ」を高性能車のサブブランドに昇華させた。

## 車種

### 年代順一覧

#### 1950−1960年代
この頃スペインでは、内戦から復興しつつあり、自動車産業を含めて重工業界が成長へ歩み始め、セアトの競合企業としてFASA・ルノー（ルノーの関連拠点）、バレイロス（のちのクライスラー・エスパーニャ）などがあった。
- 1400 - セアト初の生産車。フィアット設計の中型4ドアセダン（1953年）。
- 600／800 - リアエンジンの小型車で、フィアット設計（1963年）。800はセアト独自の4ドア版。後に750ccのエンジンも搭載された。
- 1500 - 1400の後継車（1960年代）。フィアットでは1800／2100／2300に対応した中型車。メカニズムはフィアット版と比べて簡素化されていた。メルセデス・ベンツのディーゼルエンジンも搭載された。
- 850 - 600／800の後継車（1960年代中期）。2ドアだけでなく、4ドアも用意された。
- 124／1430 - 当時（1968年-'80年頃）の中核小型車。4ドア／ワゴン／クーペが製造された。1430はフィアットの124スペシャルTに相当する上級版。

#### 1970年代
スペインはフランコ総統の死去と王政復古という時代の転換点に立つ一方で高度経済成長を謳歌し、セアトも競合他社（特に1976年からフィエスタを自国生産したフォード）から首位の座を守るべく、次々に新型車を投入した。但し、エンジンはフィアットと全て同一ではなく、何種類かの現地生産エンジンの組み合わせで各車に搭載された。また、1975年には英国ブリティッシュ・レイランド（BL）と提携していたナバラ州のメーカー、アウスィ（Authi）社を、BL撤収と共に吸収合併。同社の生産拠点は、後にフォルクスワーゲンが所得する。
- 127 - 1972年発表の中核小型車。やはり4ドアが用意されていた。フィアット撤収後、フーラ（Fura）と改名した。

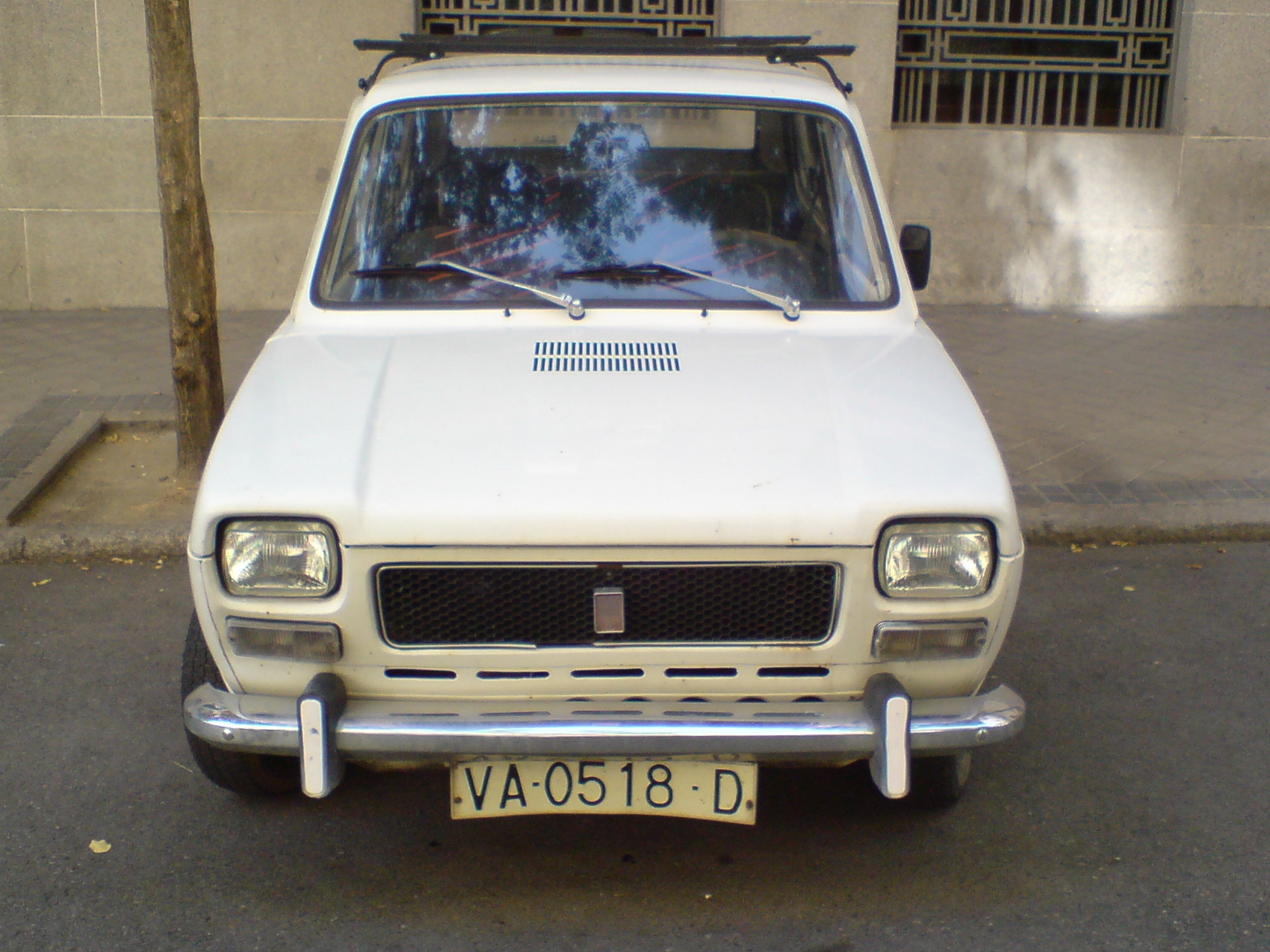
セアト127のフロント部

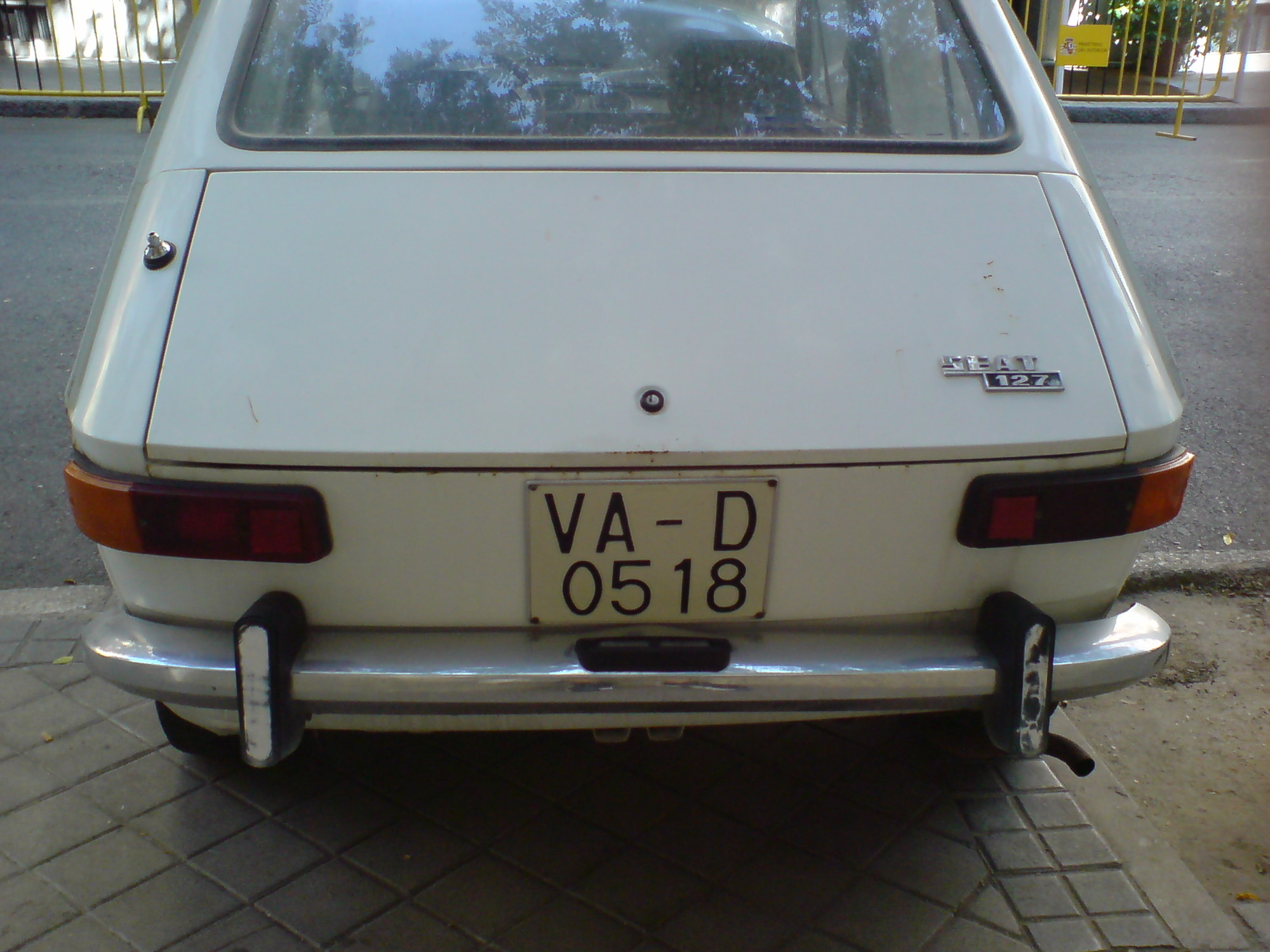
セアト127のリア部

- 133 - 1974年登場。リアエンジンの850を土台に、フィアット126と127をミックスしたかのようなデザイン。
- 1200／1430スポルト - 1975年登場。127が土台の2ドアクーペ。フロントの独特なバンパーデザインから「ボカネグラ（黒い口）」という愛称もある。
- 128/3P - 1977年登場。3ドアハッチバックでほぼフィアット仕様のまま投入された。リトモに2年で交替される。
- 131 - 1975年発表。モデル構成等はフィアットとほぼ同じだが、これも搭載エンジンとグレード名が異なる。
- 132 - 1500の市場を受け継いだ最上級車。これもメルセデス製ディーゼル仕様が存在。
- リトモ（Ritmo）- 本国登場の翌年、1979年に登場した基幹3/5ドアハッチバック。127同様にフィアット撤収後、ロンダ（Ronda）と改名。また、初代イビーサ等（後述）の車台原型ともなった。

#### 1980年代

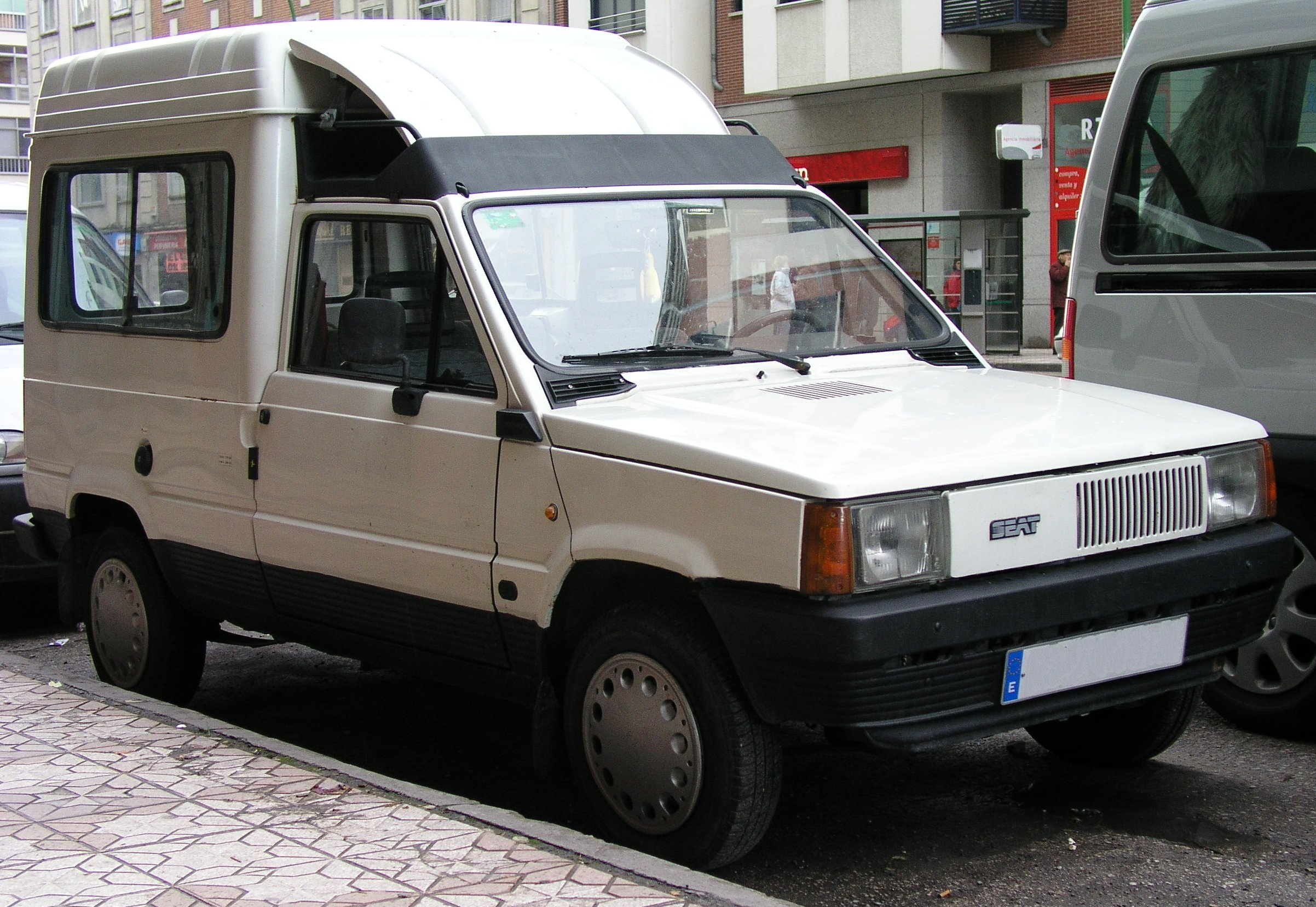
テッラ

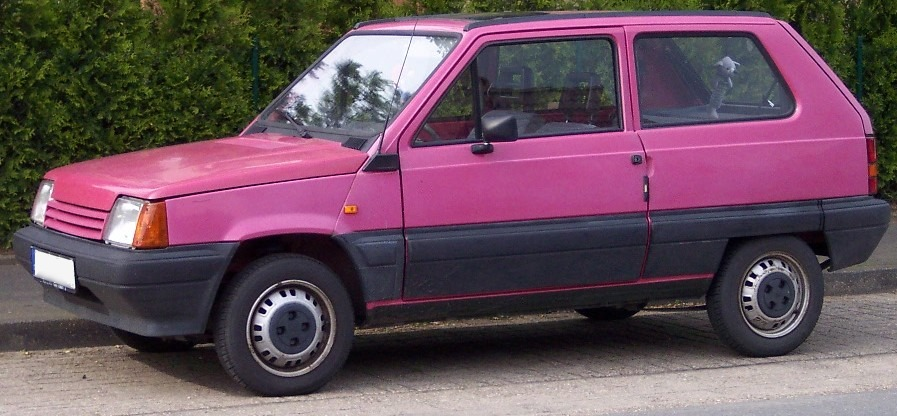
マルベーリャ （1990年式）

この年代に、スペインは先進工業国の仲間入りを果たすが、セアトは重要なパートナー、フィアットに撤収され、転機を迎えていた。日本メーカーとの提携も憶測されたが、フォルクスワーゲン（VW）はスペインが属するイベリア半島を西欧の戦略拠点と位置付け、セアトに接近した。1982年に、VWはセアトとの業務提携締結に成功。4年後の1986年には株式の51％を所得して支配権を獲得した（1993年にほぼ100％を所得、完全子会社となった）。
- パンダ（Panda）／マルベーリャ（Marbella）／テッラ（Terra）- パンダは1980年フィアット撤収直前に登場。1986年にマルベーリャと改名し、顔が不格好になる。商用バン仕様のテッラと共に'97年までフィアット提携時代の生き証人として残った。
- フーラ（Fura）- 1981年登場。撤収したフィアットの127最後期型に似ていた。
- ロンダ（Ronda）- 1982年のリトモの改良型。角形ヘッドライトを備えた直線的マスクが特徴。イビサとマラガの土台となる。
- イビサ（Ibiza:初代）- 1984年登場。フィアットの影響を脱した初のモデル。
- マラガ（Malaga）- 1985年登場。前年登場した初代イビサのセダン仕様。

#### 1990年代

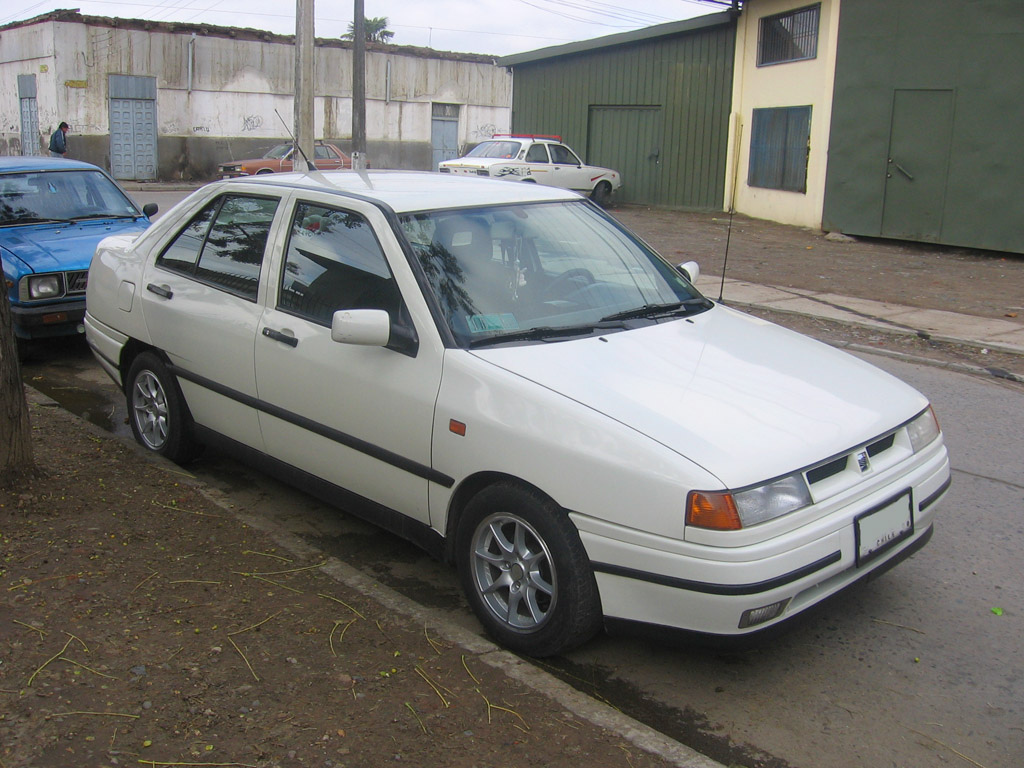
トレド(Toledo:初代) 1991

スペインは1992年のバルセロナオリンピックとセビリャ万国博覧会で国際的に先進国として認知された。セアトはVWの協力下で全ヨーロッパ、中南米、アジア諸国等に輸出された。
- トレド（Toledo:初代）- 1991年登場。直線的スタイルの5ドアセダン。プラットフォームは2代目ゴルフと共用。
- イビサ（2代目）- 1993年登場の3/5ドアハッチバック。後の3代目フォルクスワーゲン・ポロの母体となった。
- コルドバ（Córdoba:初代）- 1993年登場、イビサのセダン版で、ワゴン｢バリオ（Vario）｣も存在した。世界ラリー選手権参戦時のベースモデルにもなった。フォルクスワーゲンでは｢ポロ・クラシック/ポロ・ワゴン｣となる。
- インカ（Inca）- 1995年登場。当時のフォルクスワーゲン・キャディの姉妹車。
- アルハンブラ（Alhambra）- 1995年登場のミニバン。 フォルクスワーゲン・シャラン、フォード・ギャラクシーとは姉妹車。ポルトガル工場製。
- アローサ（Arosa）- 最小サイズの3ドアハッチバック。フォルクスワーゲン・ルポに先駆けて1997年登場。後にルポ同様、低燃費ディーゼル仕様も発売されたが、GTIのようなセアトのイメージによりふさわしいホットハッチ仕様は登場しなかった。
- トレド（2代目）- 1998年秋登場。先代の5ドアから4ドアに変更。レオンと共に4代目フォルクスワーゲン・ゴルフ等のプラットフォームを利用。
- レオン（León:初代）- 1999年登場。トレドの5ドア版。｢クプラR｣等の多くの高性能仕様がある。

#### 2000年代

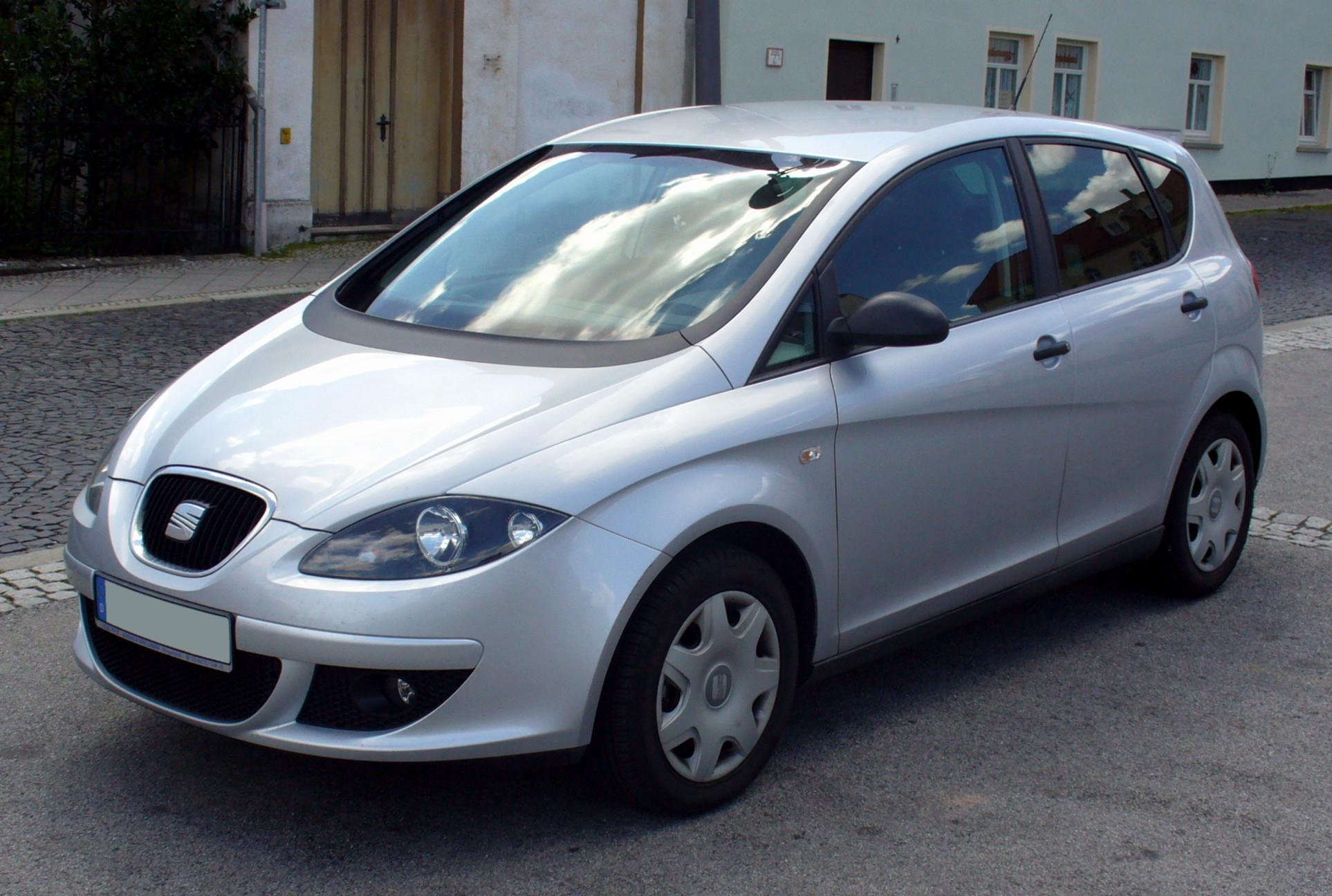
アルテア

セアトは当時のVW社長、フェルディナント・ピエヒの「アルファロメオをライバルとする」戦略の元、スポーティブランドとして位置づけし直され、新しいCIを導入し、より躍動的かつ優雅なイメージを追求しているとしている。「auto emoción（感動のクルマ）」が標語。
- イビサ - Bセグメント3/5ドアハッチバック。3代目は2001年末、4代目は2008年登場。
- コルドバ（2代目）- イビーサ派生のBセグメント4ドアセダン。2002年登場。
- アルテア（Altea）- コンパクトMPV。2004年登場。
- トレド（3代目）- ルノー・ヴェルサティス風のリアデザインを持つアルテア派生の5ドアハッチバック。2004年登場。
- レオン（2代目）- Cセグメント5ドアハッチバック。2005年登場。以上3車は弧を描くキャラクターラインが特徴で、VW・ゴルフやアウディ・A3と共通のプラットフォームを使用。
- エクシオ（Exeo）- B7系アウディ・A4のリバッジモデル。2009年登場。セアトはこの車種で初めてDセグメント市場に進出する。2010年にはイタリアの警察が高速道路用パトカーとして58台を採用した。ベース車は以前から採用されていたが、セアトのブランドとしては初となる。

#### 2010年代
現在、セアトはVWグループ全体の中で、アウディを中心とする『アウディ・ブランド部門』に属する事となった。その一方で、それまで同じブランド部門のランボルギーニからチーフデザイナーの転籍（ルク・ドンカーヴォルケ。セアト在籍は2005年から2011年）も行われた。
- ミー（Mii）- フォルクスワーゲン・up!のリバッジモデル。2011年登場。
- アテカ（ATECA）- 小型クロスオーバーSUV

## 現行車種
- セアト・イビサ
- セアト・タラッコ
- セアト・レオン
- セアト・アルハンブラ
- セアト・アテカ
- セアト・mii electric
- セアト・アローナ

以下はクプラ (en: Cupra Racing、de: Cupra)ブランドでの販売車種
- クプラ・レオン/レオンスポーツツアラー
- クプラ・アテカ
- クプラ・ボーン
- クプラ・フォーメンター

### 車名の由来
ロンダ、フーラ以降のセアトの車名は、スペイン各地の都市や名勝から取っている。地名等を車名にする例は少なくない (例:キャデラック・セビル=『セビリャ(またはセビージャ)』等) が、セアトが車名の対象としている地名はスペイン国内のものに限定される。但し、最近はアルテア（Altea）やエクシオ（Exeo）、ミイ（Mii）のように地名由来でない車名も存在する。
- ロンダ - アンダルシア地方の都市。
- フーラ（英語版）- 同じくアンダルシア地方の都市[要出典]。
- イビサ - 西地中海、バレアレス諸島の島、及びその中心都市。現地名はエイビッサ (Eivissa) 。
- マラガ - アンダルシア地方の港湾都市。大航海時代に大いに繁栄した。
- トレド - 首都マドリード近郊の城塞都市。画家エル・グレコが暮らしていた。また刀剣類の銘産地でもある。
- コルドバ - アンダルシア地方の都市。イスラム王朝の1つが首都としていた。アルゼンチンにも同名の地名が存在する。→コルドバ (アルゼンチン)
- インカ - バレアレス諸島、マリョルカ島の都市。革製品の生産で知られる。
- アルハンブラ - アンダルシア地方、グラナダ市内の壮大なイスラム様式宮殿。
- アローサ - ガリシア州の自治体ビラガルシーア・デ・アロウサ（ガリシア語: Vilagarcía de Arousa）のスペイン語名より。
- レオン - 北部カンタブリカ山脈のふもとの都市。
- マルベーリャ（またはマルベージャ）- アンダルシア地方マラガ州の観光都市。夏になるとヨーロッパ中から避暑に多くの観光客が集まる。

## モータースポーツ

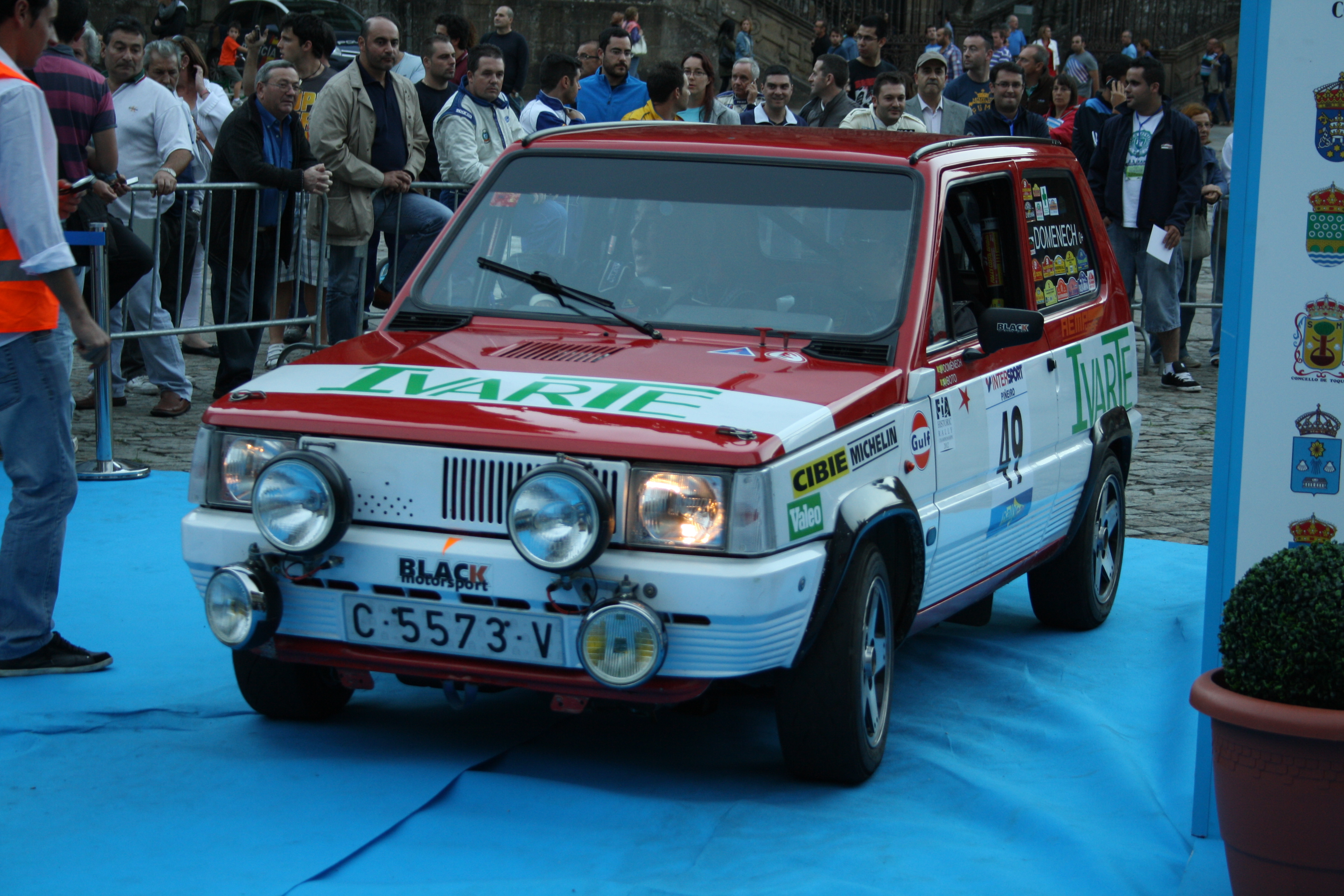
パンダのラリーカー

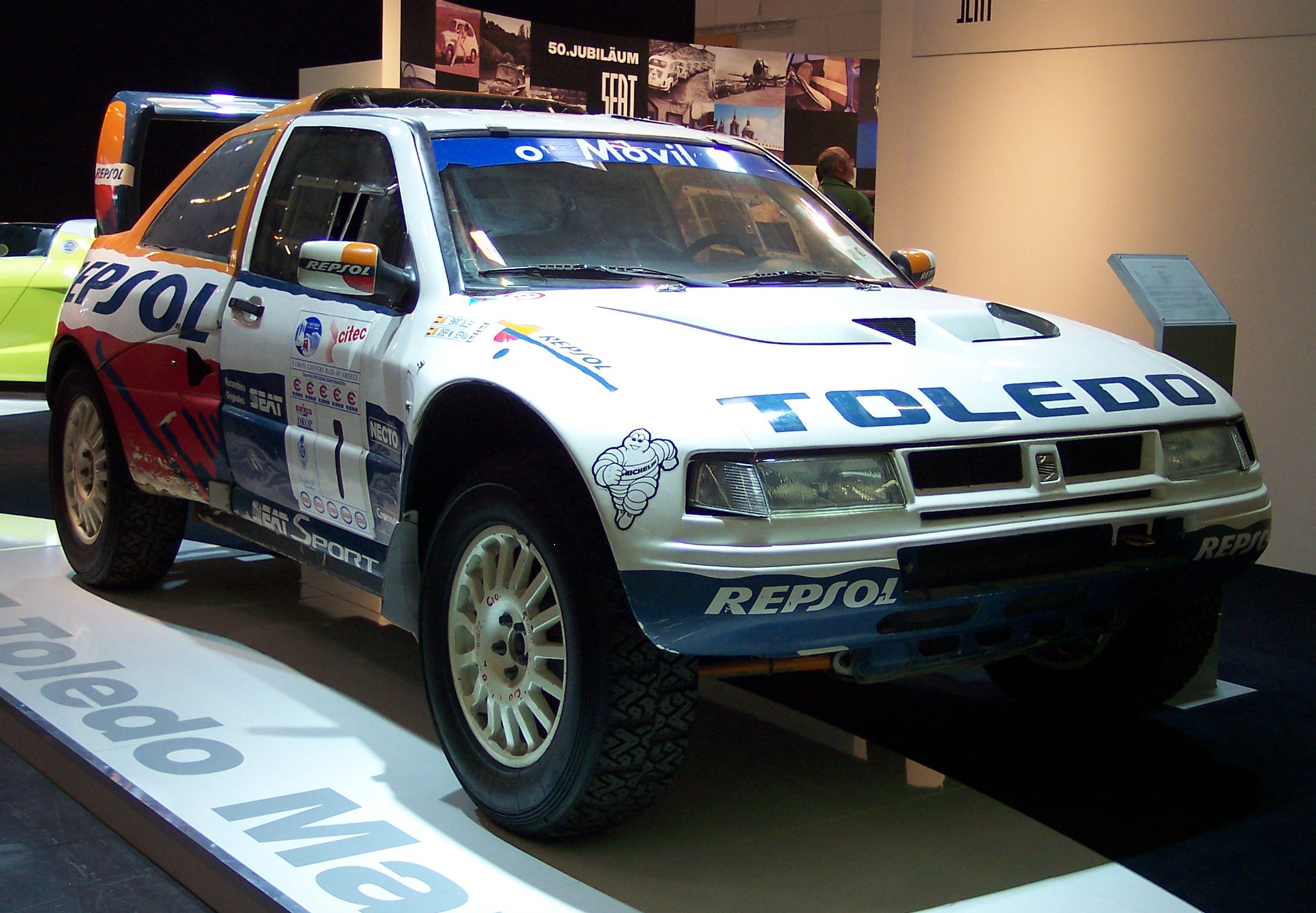
トレド・マラソン（パリダカ）

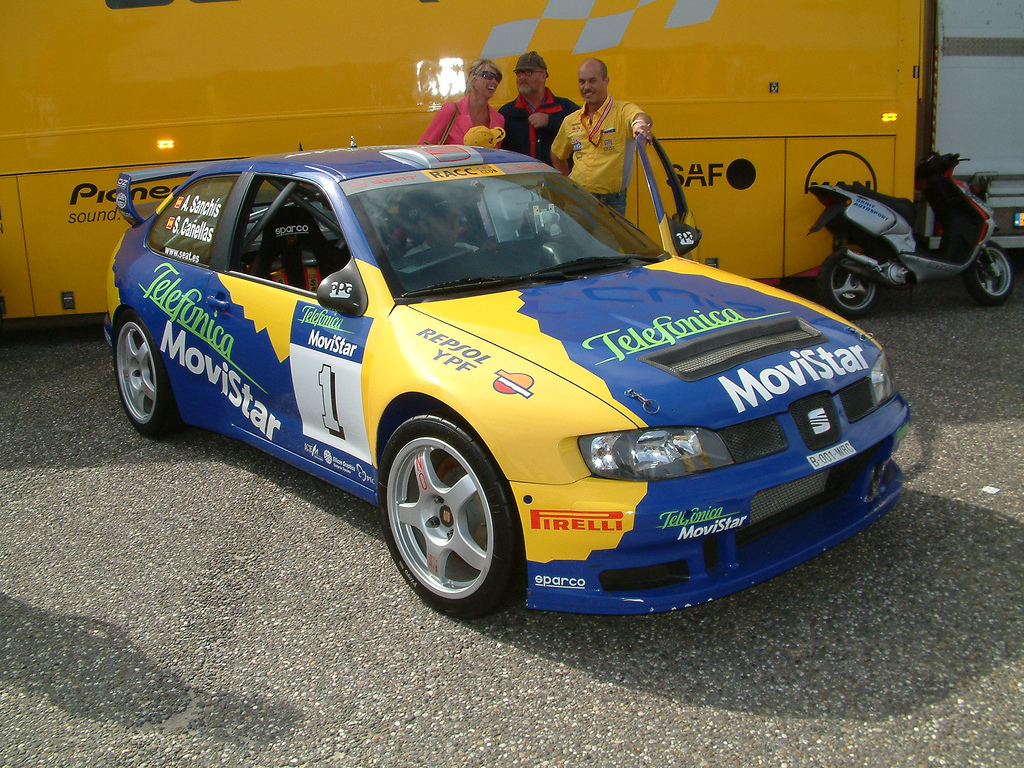
コルドバWRC

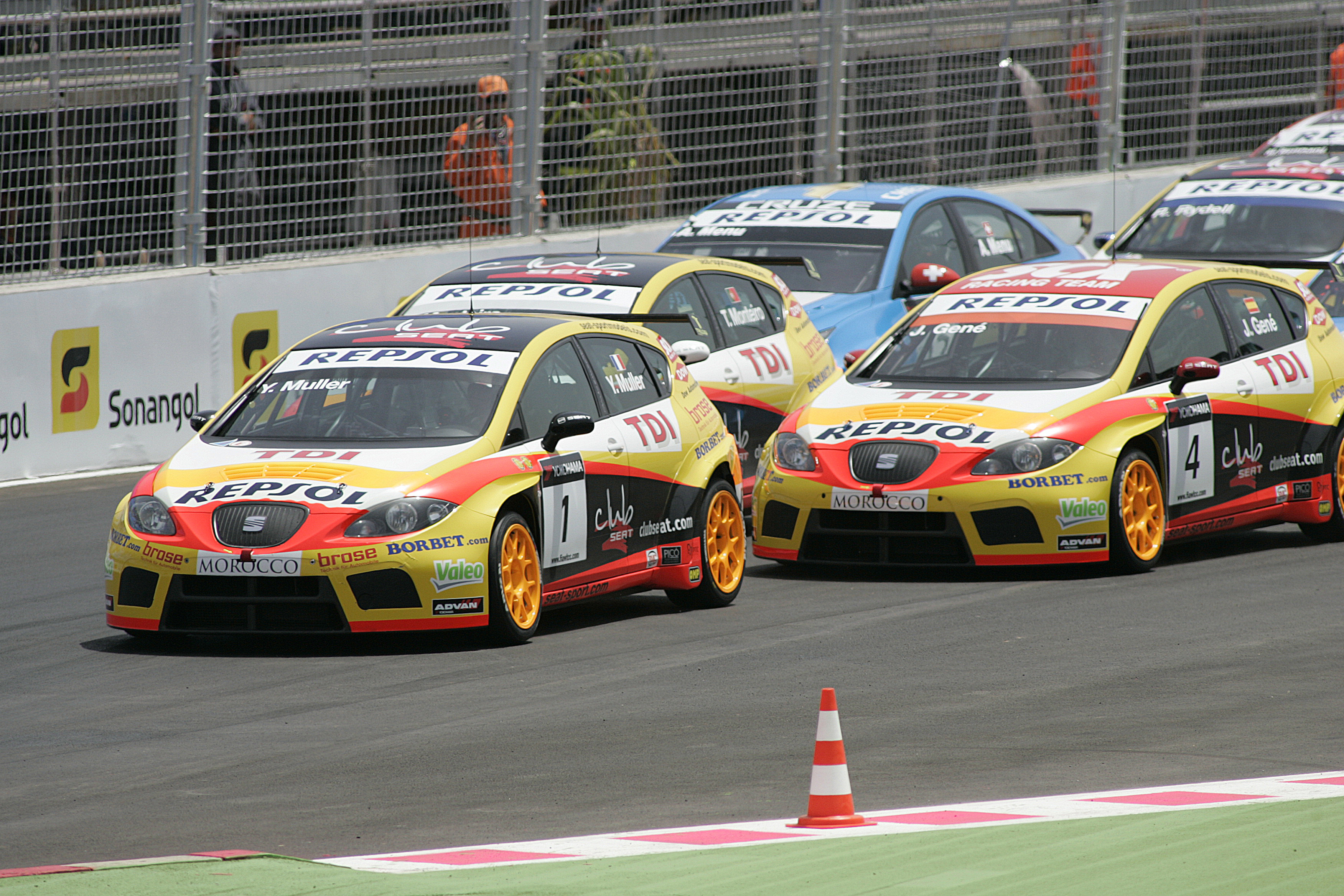
レオン 2.0 TDI（2009年WTCC）

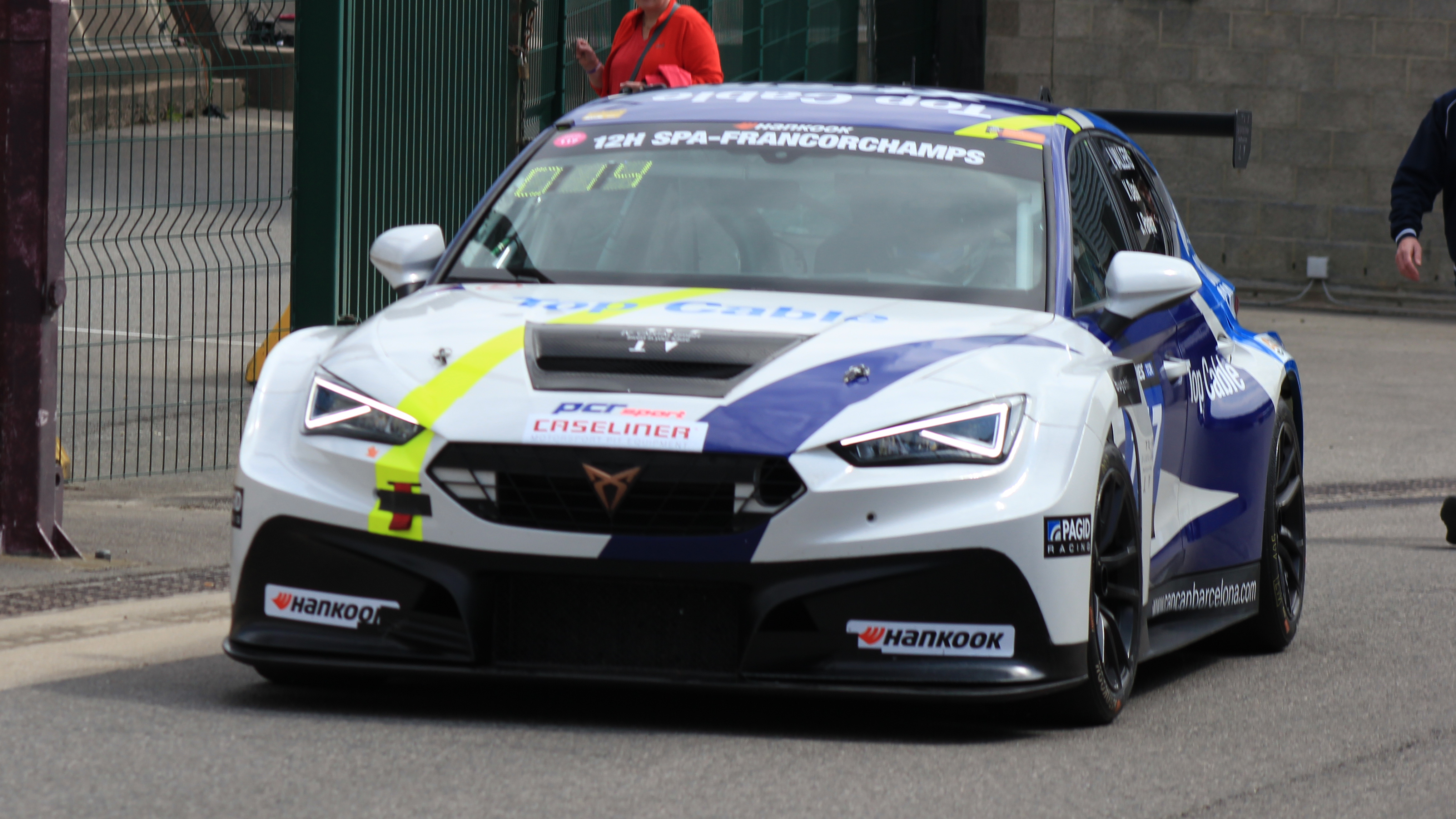
クプラTCR（2022年24Hシリーズ）

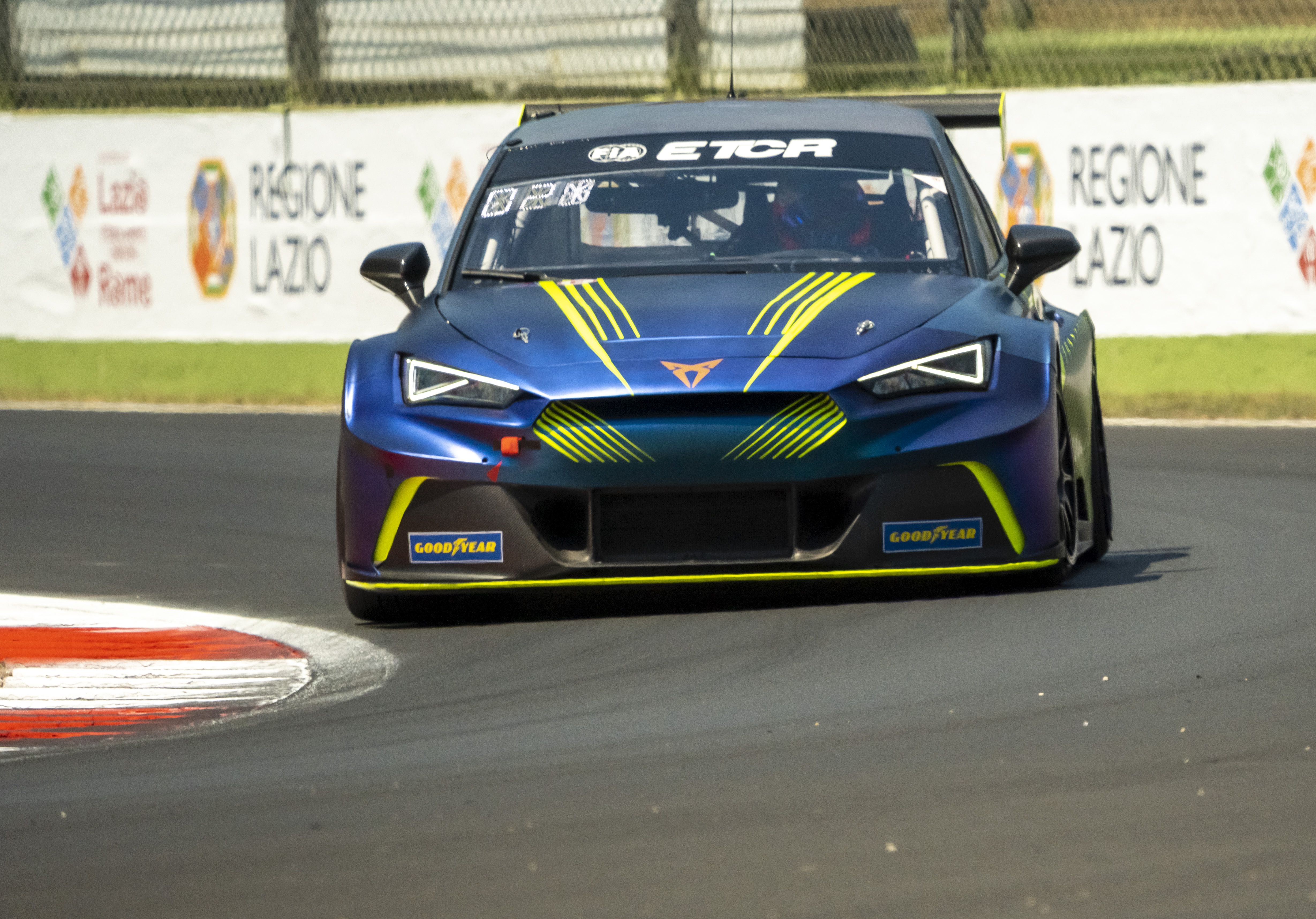
クプラe-Racer（2022年ETCR）

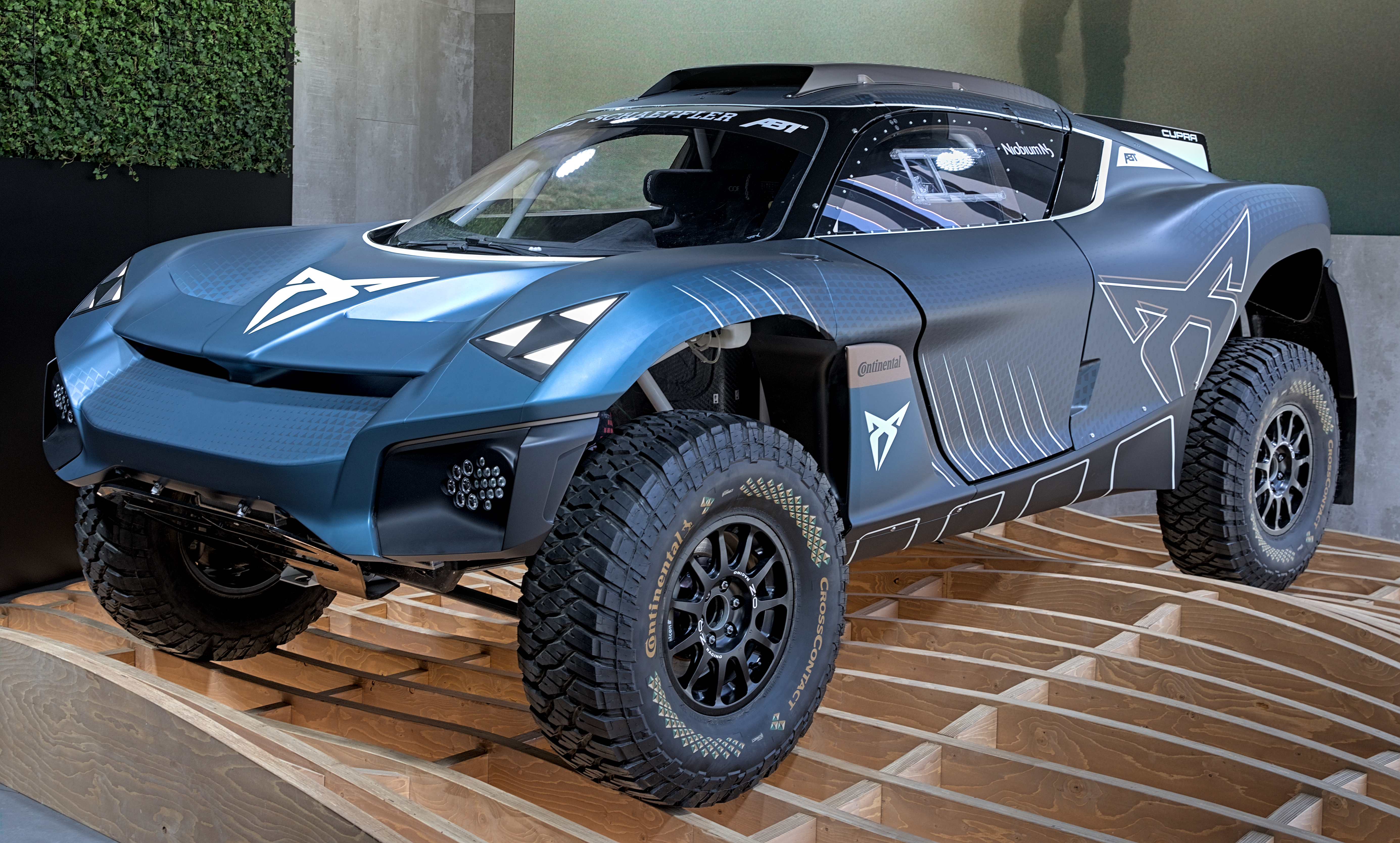
クプラ・タバスカン エクストリームE コンセプト（2021年）

日本で正規販売されたことのないセアトであるが、国際自動車競技への参戦は少なからずあり、それゆえモータースポーツファンには馴染みがあるブランドである。
1970年代に「セアト・コンペティション」として、ERC（欧州ラリー選手権）を中心に活動。当時の親会社フィアットをベースとした1430 エスペシャル1800と124D エスペシャル1800のグループ4マシンを投入し、スペイン人たちが搭乗して幾度かの勝利を得た。
WRC（世界ラリー選手権）デビューは1977年開幕戦モンテカルロラリーで、124Dが総合で3-4位を占めた。しかしフル参戦することはなく、以降もラリー・カタルーニャやラリー・デ・エスパーニャといった地元イベントに散発的に参戦するに留まった。
スペイン国内では1981年からグループ2規定のパンダを用いたワンメイクラリー「コパ・パンダ」が開幕し、後にWRCとダカール・ラリーの覇者となるカルロス・サインツを初年度チャンピオンとして輩出した。フィアットとの提携解消でパンダがマルベーリャに改称されて以降もラリーは継続され、「コパ・イビサ」へと引き継がれることになる。グループB時代には、B9クラス相当のFFのイビサ 1.5 GLXが投入された。
フォルクスワーゲン傘下入りした後の1985年に子会社「セアト・スポーツ」が設立された。
1991年にはパリ・ダカールラリーに向けて、初代トレドをアウディ・クワトロ由来の直列5気筒と四輪駆動システムを搭載した「トレド・マラソン」を投入。欧州のラリーレイドイベントに参戦しつつ開発が進められ、ラリー・デ・ギリシャでは勝利も飾ったが、セアトがWRCに注力することを決めたため、パリダカには結局投入されなかった。
そしてセアトはWRCの下位カテゴリである、F2キットカー規定にイビサを投入。本腰を入れたライバルが少なかったのも幸いし、1996〜1998年にかけて二輪駆動車クラス（FIA 2.0リッターカップ）を3連覇した。この活躍で知名度を高めて、フォルクスワーゲンからの予算を得たセアト・スポーツは、WRカー規定が導入された後の1998年からコルドバWRCで最高峰クラスに参戦した。しかしライバルより短いホイールベースと重心の高いエンジンが不利に働いた上、四輪駆動技術も外注（プロドライブ）頼りにならざるを得なかったこともあり、3年目の2000年末には早くも撤退した。
なお2000年はセアトの50周年であり、この節目にセアト・スポーツはレースのみならず、市販高性能車の開発・生産も担うことになる。
2002年にはフォルクスワーゲン譲りの1,900ccディーゼルエンジン（TDI）をコルドバWRCに搭載して改造した「セアト・ダカールTDI」をレプソルYPFチームと共に開発してダカール・ラリーに投入。スペインの二輪オフロード王者のフェルナンド・ギルがドライブし、第2・4ステージで勝利を飾るという快挙で三菱を脅かしたが、マシントラブルで戦線離脱した。目標は達成されたとしてこの年限りの参戦となった。この車は2014ダカールに向けてリビルドされたが、結局再投入されることはなかった。代わりに2016年からリトアニアのヴァイドタス・ザラが、ネステと共同開発したバイオ燃料を使う1,900ccディーゼルのレオン・ダカール（プロトタイプ）で参戦していた。
2002年からツーリングカーレースの参戦に力を注ぐようになり、ヨーロッパツーリングカー選手権（ETCC）や英国ツーリングカー選手権（BTCC）、そしてETCCから発展した世界ツーリングカー選手権（WTCC）に参戦。WTCCではディーゼルエンジンを搭載したレオンで、2008〜2009年と当時最強だったBMWを破って2年連続でチャンピオンとなった。またレオンはプライベーター向けトロフィーでもBMWに次ぐ人気と実績を誇り、ワークス撤退後も2012年のスーパー2000規定の終焉までサンレッド・エンジニアリングを通じてのセミワークス活動及びプライベーターへの供給が続けられた。
現在はTCRカテゴリにクプラ・レオンのツーリングカーを供給しており、国際レースの日本ラウンドでは見られる場合がある。
2018年にクプラの高性能車ブランド化に伴い、セアト・スポーツは「クプラ・レーシング」へと改称。EV（電気自動車）で行われるレースに積極的で、オフロードレースのエクストリームEや、EV版TCRの「ETCR」、EV化された2023年以降のSTCC（スカンディナビア・ツーリングカー選手権）に「クプラ」として参戦している。